# Il vampiro Marius
Il vampiro Marius (titolo originale Blood and Gold) è l'ottavo romanzo delle Cronache dei vampiri di Anne Rice. Con questo romanzo, l'autrice prosegue nell'idea di raccontare da un altro punto di vista importanti avvenimenti del mondo dei vampiri: in questo caso, si tratta di Marius, il custode dei Divini Genitori. Introduce nella serie un nuovo personaggio, di nome Thorne, un vampiro che si era ritirato, per quasi mille anni, in una caverna di ghiaccio, rimanendo in contatto con il mondo tramite i suoi poteri medianici.

## Trama

### Prologo
Svegliatosi dal suo sonno letargico, Thorne sente il bisogno di comprendere gli avvenimenti che aveva percepito e va in cerca di un vampiro anziano con cui parlare. Thorne riceve un richiamo mediatico da parte di Marius, che lo aspetta in una città europea (non viene specificata quale) e lo invita nella sua casa. Dopo una notte di caccia, Thorne racconta come era stato "creato" dalla vampira cieca Maharet, che rubava gli occhi ai mortali e aveva tessuto le catene che tenevano prigioniero Lestat. In seguito, Marius comincia il racconto delle sue origini e del suo compito di custodire i Divini Genitori.
Il resto del romanzo è un lungo flashback, narrato da Marius e con Thorne come spettatore, che ripercorre, ampliandoli, molti eventi già narrati negli altri romanzi della serie e termina nella decisione finale di Thorne, scaturita da ciò che ha appreso.

### La storia di Marius
La storia personale di Marius può essere divisa in periodi, coincidenti con i suoi drammi personali e importanti avvenimenti storici, legati alla storia dell'Impero Romano e del Rinascimento italiano.
La creazione (fine I secolo a.C.)
Al momento della sua creazione come vampiro, Marius era un senatore romano. Viene rapito da un druido, di nome Mael, e portato in Gallia, dove viene trasformato da un antico vampiro che viveva all'interno di una quercia ed era considerato un dio dalla popolazione locale. In seguito, viene mandato in Egitto, dove avverte il richiamo mediatico di Akasha e assume il ruolo di protettore dei Divini Genitori.
Antiochia (fine I secolo a.C. - fine II secolo d.C.)
Marius porta i Divini Genitori ad Antiochia, in Turchia. Lì ritrova Pandora, una giovane romana che conosceva da mortale, e la trasforma in vampira, facendone la sua compagna. Una notte vengono attaccati da dei vampiri adoratori di Satana: Marius li stermina senza pietà, ma ne scaturisce un litigio con Pandora, che lo porta ad abbandonarla e a fuggire verso Roma, portando con sé i Divini Genitori.
Roma (fine II sec. - circa 460 d.C.)
Marius assiste allo sviluppo del Cristianesimo e all'ascesa dell'imperatore Costantino. Si riconcilia con Mael, che nel frattempo era divenuto anch'egli un vampiro, e conosce il suo compagno Avicus, uno degli antichi vampiri ustionati dal Grande Fuoco, che era fuggito dalla sua prigionia in una quercia della Gallia. Successivamente assiste alle invasioni barbariche e al sacco di Roma (410) da parte del condottiero Alarico e si ritira a dormire nel sacrario dei Divini Genitori. Si risveglia 50 anni dopo e fugge, insieme ad Avicus e Mael, portando i suoi protetti a Costantinopoli.
Costantinopoli (460 - circa VII secolo d.C.)
Costantinopoli è il nuovo "centro del mondo", una città ricca di attività e di cultura, come lo era stata Roma prima del saccheggio. Ma è anche il dominio personale di Eudoxia, una potente vampira, molto più antica di Marius. Eudoxia cerca di imporre la sua autorità, chiedendo a Marius di affidarle la custodia dei Divini Genitori. Ma Marius non accetta e, in un impeto di furore, distrugge con il potere del fuoco i servitori di Eudoxia, poi porta Eudoxia stessa al cospetto di Akasha, la quale, invece di donarle il suo sangue, la prosciuga completamente e poi le dà fuoco.
Dopo questo episodio, Marius si rende conto che i suoi poteri mentali non sono infallibili, come non lo sono quelli dei suoi amici, e che altri vampiri possono scoprire la posizione dei Divini Genitori. Decide così che deve essere lui l'unico custode, e per questo abbandona i suoi amici a Costantinopoli, portando la Sacra Coppia in un rifugio sulle Alpi italiane.
Il rifugio sulle Alpi (circa VII sec. - 1482 d.C.)
Marius costruisce un rifugio scavato nella pietra, in un luogo inaccessibile agli esseri umani, e lo abbellisce come aveva fatto in precedenza. Per sette secoli vive in completa solitudine. Grazie ad un nuovo potere, che gli permette di volare, viaggia per tutta l'Europa, assistendo ai cambiamenti politici, all'evoluzione dell'arte e alle grandi epidemie.
Nel 1482, durante una visita a Roma, viene a sapere dei lavori nella Cappella Sistina. Ne rimane affascinato e decide che sarebbe andato a Firenze per conoscere di persona Botticelli, il famoso pittore. La stessa notte, in un parco, si imbatte nel vampiro Santino, il capo della congrega satanista romana, che gli propone di diventare il nuovo capo della congrega. Inorridito, Marius rifiuta immediatamente ed è tentato di ucciderlo, ma, avendo ancora l'anima piena delle meraviglie delle Cappella Sistina, gli risparmia la vita.
L'età dell'oro (1482 - fine XVII secolo d.C.)
Dopo aver conosciuto Botticelli a Firenze (e dopo aver resistito alla tentazione di dargli il Dono Oscuro), Marius decide di acquistare una villa a Venezia e di riempirla di giovani studiosi e apprendisti pittori. Inizia così quella che lui stesso chiamerà la sua "età dell'oro": il dono del volo gli permette di lasciare i Divini Genitori al sicuro sulle Alpi, così può coltivare le sue amicizie e istruire i suoi ragazzi. In questo periodo conosce due persone che avranno una grande importanza nella sua vita: Bianca Solderini, una ricca cortigiana ricattata dai suoi parenti fiorentini (che la costringevano ad uccidere col veleno i loro nemici), e Amadeo, un giovanissimo russo costretto a prostituirsi in un bordello di Venezia. Dopo aver salvato Amadeo, Marius lo tiene come amico e amante nella sua casa, finché alcuni anni dopo, per salvarlo da morte certa, gli dona il Sangue Oscuro e lo trasforma in vampiro. Nello stesso periodo fa la conoscenza di uno studioso dell'Ordine del Talamasca.
Una notte, mentre Marius è in visita al sacrario sulle Alpi, alcuni vampiri della congrega di Santino distruggono la sua casa e massacrano i suoi allievi. Marius si precipita lì, ma non riesce a salvare Amadeo, che era stato rapito e portato a Roma, e cade in una trappola, in cui viene orribilmente ustionato e da cui riesce a fuggire per pura fortuna. Rifugiatosi in una cantina, riesce a mandare un messaggio telepatico a Bianca, che accorre subito in un suo aiuto. Il suo disperato bisogno di sangue lo spinge a nutrirsi di Bianca, ma non riesce a controllarsi e, per non ucciderla, è costretto a donarle una parte del suo stesso sangue, trasformandola così in vampira.
Dresda (fine XVII sec. - fine XIX secolo d.C.)
Marius e Bianca passano diversi anni nel sacrario sulle Alpi, dove Bianca riceve il sangue di Akasha. Marius riesce a contattare il Talamasca e scopre due fatti molto importanti: Amadeo è diventato il capo della congrega satanista di Parigi e ha preso il nome di Armand, mentre Pandora è stata localizzata nei pressi della città di Dresda. Con un inganno, Marius riesce a convincere Bianca a trasferirsi, insieme ai Divini Genitori, a Dresda. Rimangono lì fino a quando non ricompare Pandora, che nel frattempo aveva scelto come compagno un vampiro di origine indiana. Durante il loro incontro, Pandora si rende conto che Marius era diventato troppo possessivo e si rifiuta di tornare con lui. Nello stesso momento, si scatena anche la gelosia di Bianca, che lo abbandona. Avendo perso entrambe le donne che amava, Marius decide di ritirarsi nella solitudine di una volta, trasferendosi su un'isola dell'Egeo.
L'ascesa e la caduta di Akasha (epoca attuale)
A questo punto, Marius prosegue il racconto facendo solo dei brevi accenni al risveglio definitivo di Akasha, causato dalle canzoni rock di Lestat, e agli avvenimenti narrati nel romanzo La regina dei dannati, concludendo con la morte di Akasha e il trasferimento del Sacro Nucleo nel corpo di Mekare.

### Epilogo
Dopo aver ascoltato il racconto, Thorne chiede a Marius il motivo per cui non si è ancora vendicato su Santino. Marius gli risponde che, siccome sono rimasti pochissimi vampiri, prima di ucciderne uno deve chiedere autorizzazione a Mekare. Dopo essersi addormentato, Thorne si risveglia nella giungla in cui si nascondono le gemelle Mekare e Maharet. È in corso una riunione, a cui assistono anche Marius, Pandora e Santino. A quel punto, Thorne, per ringraziare Marius, distrugge Santino e dona i propri occhi a Maharet, accettando anche la prigionia come punizione per aver ucciso Santino.

## Edizioni
- Anne Rice, Il Vampiro Marius, traduzione di Sara Caraffini, collana TEADUE n° 1692, TEA, 2008,  p. 630, ISBN 978-88-502-1596-6.